# Microchip Technology
Microchip Technology (NASDAQ: MCHP) és una empresa dels EUA del sector electrònica/semiconductors que fabrica microcontroladors, memòries, reguladors de tensió, sondes de temperatura, dispositius de ràdiofreqüència i carregadors de bateria entre d'altres. No és una empresa fabless. Fou creada el 1986 i la seva seu és a Chandler, Arizona.

## Història
- Creació el 1987.
- 2005-2012 : adquisició del fabricant de memòries SST, SMSC, Symwave Micrel, ISSC, Supertex. Eqcologic.
- 2016 : adquisició d'Atmel.
- 2018 ː adquisició de l'empresa de semiconductors Microsemi Corp.[3]

## Productes
Prodcutes més importants:
- IC Microcontroladors de 8, 16 i 32 bits:
  - Arquitectura RISC Microchip.
  - Arquitectura RISC Atmel.
  - Arquitectura RISC ARM.
- IC Memòries :
  - Tipus EEPROM
  - Tipus SRAM.
  - Tipus Flaix.
- IC Connectivitat:
  - Protocol USB
  - Protocol Ethernet
  - Protocol Wi-Fi
  - Protocol MiWi, ZigBee, CAN, Bluetooth LE, LoRA, RFID
- IC analògics : amplificadors, reguladors de tensió, sensor de temperatura, gestió de potència
- IC interface : pantalles TFT, gestió control tàctil.